# Red de Museos Locales de la Diputación de Barcelona

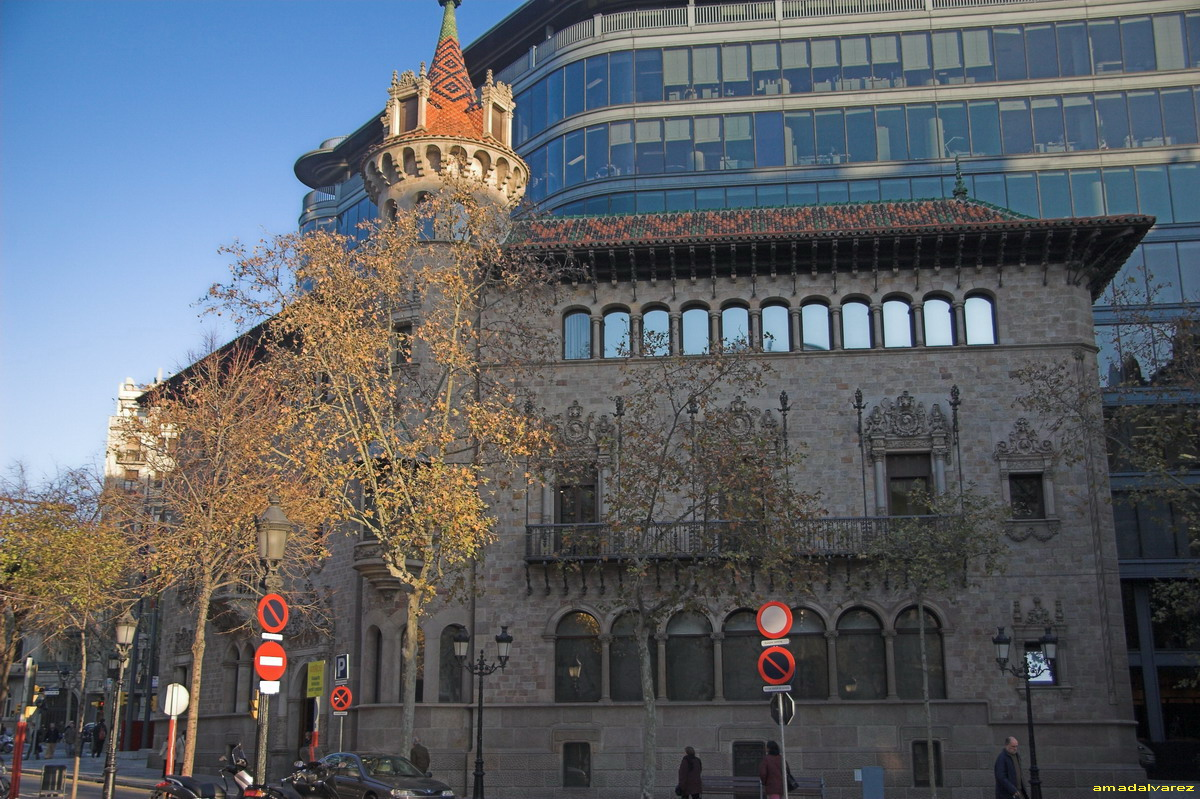
Fachada de Can Serra, sede de la Diputación de Barcelona.

La Red de Museos Locales de la Diputación de Barcelona (Xarxa de Museus Locals en catalán), también conocida como Museo más grande de Cataluña, es una herramienta de apoyo y colaboración de y para los museos de la provincia, que pone al alcance de los municipios una serie de servicios y acciones destinadas a mejorar, mediante la prestación de servicios directos y la búsqueda de fórumulas operativas de cooperación supramunicipal, la gestión, la conservación y la difusión del patrimonio y de los equipamientos museísticos de los municipios de la provincia de Barcelona. Se gestiona desde la Oficina de Patrimonio Cultural, que depende, a su vez, del Área de Presidencia de la Diputación de Barcelona.
Se creó en 2001 siguiendo la dinámica de colaboración establecida por la Comisión de cooperación de Museos Locales, formada en 1988 a partir de la organización de las I Jornadas de Museos y Administración Local. Cuando se creó la Comisión, la integraban los museos locales de Hospitalet, Granollers, Mataró y Gavá, además de la propia Diputación. Su principal objetivo es trabajar conjuntamente para avanzar hacia un modelo de museo dinámico, versátil, pluridisciplinar y conectado con la realidad y amb la vida de las personas, haciendo de los museos locales centros de servicio público próximos y accessibles al ciudadano, para que sean espacios referentes de preservación de la identidad y la memoria colectiva y, a la vez, nuevos espacios de aprendizaje, de socialización, de ocio y de desarrollo del territorio.
En 2001, al transformarse en la Red de Museos Locales, agrupaba a 29 municipios en representación de 37 museos.
En julio de 2010 firmó un convenio con la ONCE para mejorar la accesibilidad de los museos integrantes.

## Museos integrantes

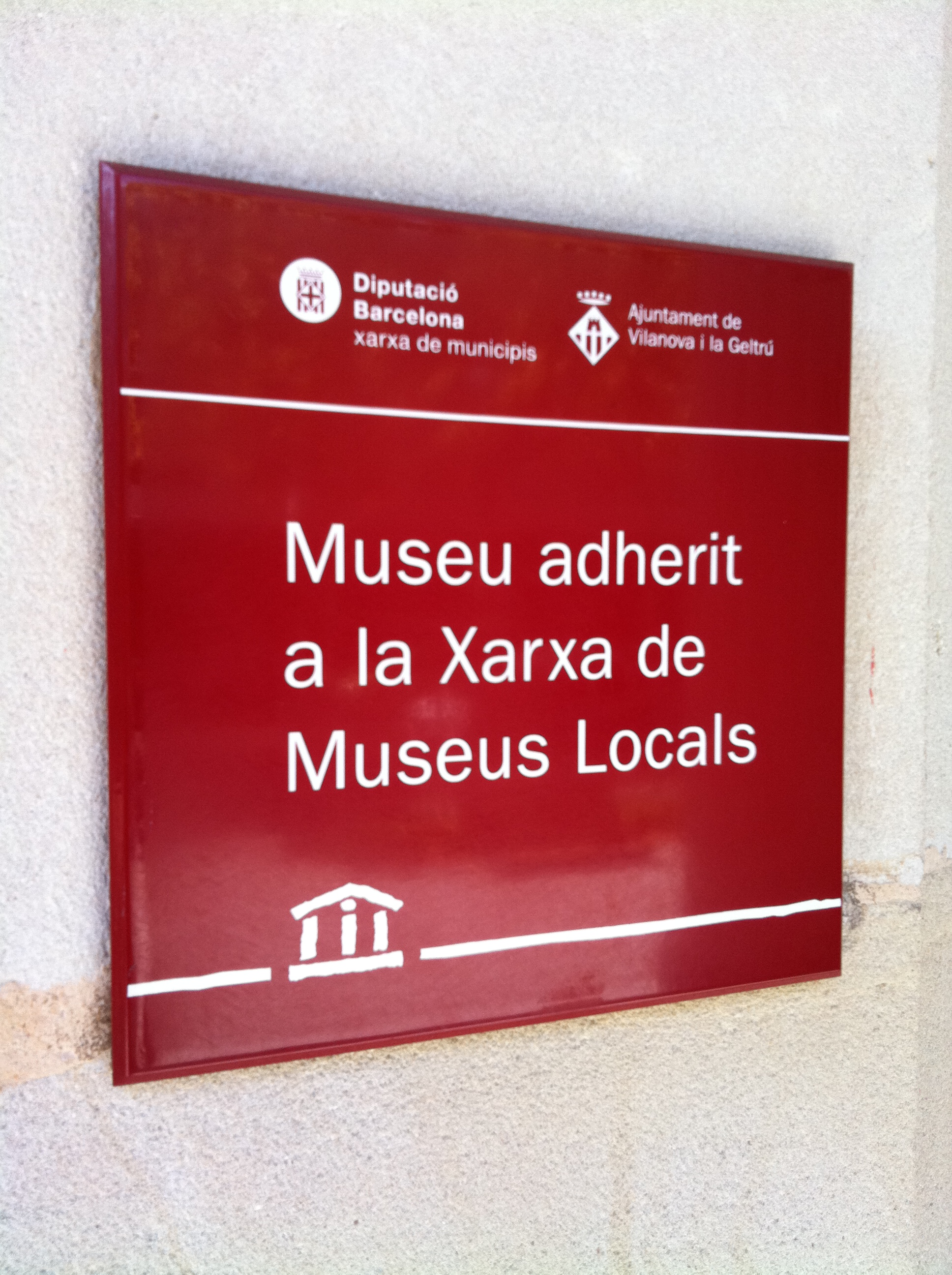
Placa de la Red en la Biblioteca Museo Víctor Balaguer.

En 2013, la red estaba formada por 65 museos o equipamientos repartidos en 52 municipios distintos
- Arenys de Mar : Museo de Arenys de Mar
- Argentona : Museo del Botijo de Argentona
- Badalona : Museo de Badalona
- Berga : Espacio de Interpretación de Berga
- Caldas de Montbuy : Thermalia
- Caldetas : Fundación Palau
- Calella : Museo Archivo Municipal de Calella Josep M. Codina i Bagué
- Canet de Mar: Casa Museo Lluís Domènech i Montaner
- Capellades : Museo del Molino de Papel de Capellades
- Cardedeu : Museo-Archivo Tomàs Balvey
- Castellbisbal : Museo de la Payesía
- Cornellá de Llobregat : Museo Palacio Mercader
- Esplugas de Llobregat : Can Tinturé. Colección de azulejo de muestra Salvador Miquel
- Folgarolas : Casa Museo Verdaguer
- Gavá : Museo de Gavá y Parque Arqueológico Minas de Gavá
- Granollers : Museo de Granollers, Museo de Granollers-Ciencias Naturales
- Hospitalet de Llobregat : Fundación Arranz-Bravo, Museo de Hospitalet de Llobregat
- Igualada : Museo de la Piel de Igualada y Comarcal del Anoia, Museo del Arriero. Colección Antoni Ros
- Manlleu : Museo Industrial del Ter
- Manresa : Museo Comarcal de Manresa
- Martorell : L'Enrajolada, Casa Museo Santacana. Martorell, Museo Municipal Vicenç Ros
- Masnou : Museo Municipal de Náutica del Masnou
- Mataró : Museo de Mataró
- Molins de Rey : Museo Municipal de Molins de Rey
- Mollet del Vallès : Museo Abelló
- Moncada y Reixach : Museo Municipal de Montcada
- Montmeló : Museo Municipal de Montmeló
- Moyá : Museo Arqueológico y Paleontológico-Cuevas del Toll de Moià
- El Prat de Llobregat : Museo del Prat
- Premiá de Dalt : Museo de Premià de Dalt
- Premiá de Mar : Museo de la Estampación de Premià de Mar
- Ripollet : Centro de Interpretación del Patrimonio Molí d'en Rata
- Roda de Ter : Museo Arqueológico de La Esquerda
- Rubí : Museo Municipal. El Castillo-Ecomuseo Urbano
- Sabadell : Museo de Arte de Sabadell, Museo de Historia de Sabadell,
- San Adrián de Besós : Museo de Historia de la Inmigración de Cataluña
- San Andrés de Llavaneras : Museo Archivo de Sant Andreu de Llavaneres
- San Baudilio de Llobregat : Museo de San Baudilio de Llobregat
- San Cugat del Vallés : Museo de Sant Cugat
- San Juan Despí : Centro Jujol - Can Negre
- Santa Coloma de Gramanet : Museo Torre Balldovina
- Sardañola del Vallés: Museo de Arte de Cerdanyola. Can Domènech, Museo de Cerdanyola, Museo y Poblado Íbero de Ca n'Oliver
- Serchs : Museo de las Minas de Serchs
- Sitges : Museo Cau Ferrat, Museo Maricel, Museo Romántico Can Llopis
- Tarrasa : Centro de Documentación y Museo Textil, Museo de Tarrasa
- Tona: Centro de Interpretación y yacimiento El Camp de les Lloses
- Vich : Museo del Arte de la Piel. Colección A. Colomer Munmany
- Viladecans : Ca N'Amat
- Vilasar de Dalt : Museo-Archivo de Vilassar de Dalt
- Vilasar de Mar : Museo Municipal de Vilassar de Mar
- Villafranca del Panadés : Casa de la Fiesta Mayor de Villafranca del Panadés, Vinseum. Museo de les Culturas del Vino de Cataluña
- Villanueva y Geltrú : Museo Romántico Can Papiol, Biblioteca Museo Víctor Balaguer, Centro de Interpretación del Romanticismo Manuel de Cabanyes